# Wielkie nadzieje (film 1998)
Wielkie nadzieje (ang. Great Expectations) – film produkcji amerykańskiej z 1998 w reżyserii Alfonsa Cuaróna. Fabułę filmu oparto na powieści Wielkie nadzieje (1860–1861) autorstwa Charlesa Dickensa.

## Fabuła
Film opowiada historię Finna – młodego chłopaka z nadmorskiej miejscowości. Zakochuje się w nieosiągalnej dla niego Estelli, która traktuje go jak zabawkę. Finn przez całe życie dąży do zdobycia sławy i pieniędzy. Gdy świat widzi jego talent malarski, osiąga swój cel – lepsze życie, ale nie potrafi się pogodzić z życiem bez ukochanej.

## Obsada
- Ethan Hawke – Finnegan Bell
- Gwyneth Paltrow – Estella
- Hank Azaria – Walter Plane
- Chris Cooper – Joe
- Anne Bancroft – Nora Dinsmoor
- Robert De Niro – więzień Lustig